# William Knox Schroeder
William Knox Schroeder (gesprochen ˈʃroʊdər; * 20. Juli 1950 in Cincinnati (Ohio); † 4. Mai 1970 in Kent) war ein US-amerikanischer Student an der Kent State University, Ohio, als er von Soldaten der Ohio Army National Guard während des Kent-State-Massakers getötet wurde.

## Herkunft und Ausbildung
Schroeder wurde in Cincinnati, Ohio, als Sohn von Florence Ella, geb. Endebrock und Louis Arthur Schroeder geboren und hatte eine ältere Schwester, Nancy sowie einen jüngeren Bruder, Rudy (1953–2002). Schroeder zog mit seiner Familie nach Lorain in Ohio, wo er die Grundschule besuchte und im Anschluss die Lorain High School absolvierte, wo er Ehrenschüler (engl. honor student) wurde und als hervorragender Sportler galt. Schroeder war bereits Eagle Scout (was dem höchsten Rang im Scouts BSA-Programm der Boy Scouts of America (BSA) entspricht), als er sich im Alter von 17 Jahren für das Stipendium des Reserve Officer Training Corps (ROTC) der US-Streitkräfte bewarb. Er erhielt sowohl Auszeichnungen für akademische Leistungen von der Colorado School of Mines, als auch von der Kent State University, wo er Psychologie studierte. Er erhielt auch die Auszeichnung der Association of the United States Army (AUSA, deutsch Vereinigung der Armee der Vereinigten Staaten) für hervorragende Leistungen in Geschichte.

## Todesumstände
Schroeder wurde durch einen einzigen Schuss in die Brust aus einem halbautomatischen M-1-Militärgewehr getötet. Berichten zufolge nahm er nicht an den Protesten auf dem Campus der Kent State University gegen den Vietnamkrieg teil, die den Schüssen vorausgegangen waren, sondern bewegte sich zwischen den Klassenräumen, wo er zusammen mit Sandra Lee Scheuer die auf dem Weg zu einer Lehrveranstaltung war, in den Schusswechsel geriet. Sein Zimmergenosse vom College, Lou Cusella, erklärte, er glaube, dass Schroeder zu fliehen versuchte, bevor er erschossen wurde. „Bill war 101 m vom nächsten Nationalgardisten entfernt, was keine große Bedrohung darstellte. Er wurde mit einer Mappe in seiner Hand erschossen“.
Offiziellen Berichten zufolge befand sich Schroeder zum Zeitpunkt seiner Erschießung tatsächlich 116 m von der Nationalgarde entfernt, während er abgewandt von den Gardisten auf dem Boden lag. Die Kugel drang an der siebten Rippe in seine linke Brust ein, durchbohrte seine linke Lunge, wobei einige Fragmente oberhalb seiner linken Schulter wieder ausgetreten waren. Er starb fast eine Stunde später während einer Notoperation in einem Krankenhaus. Sandra Scheuer wurde in den Hals geschossen und starb ebenfalls. Zwei weitere Studenten wurden von der Nationalgarde ermordet: Allison Krause und Jeffrey Glenn Miller.
Die Schießereien führten zu Protesten und einem landesweiten Studentenstreik, wodurch Hunderte von Universitäten wegen gewalttätiger und gewaltloser Demonstrationen geschlossen wurden. Der Campus der Kent State blieb sechs Wochen lang geschlossen. Fünf Tage nach den Schießereien demonstrierten 100.000 Menschen in Washington, D.C. gegen den Krieg.

## Gerichtsverfahren
Im Oktober 1970 sprach eine Grand Jury die Nationalgardisten von jeglichem Fehlverhalten frei. Zwei Jahre später, im Oktober 1972, reichten die Eltern der getöteten und verwundeten Studenten Klage beim United States District Court (deutsch: Bundesbezirksgericht) ein und forderten eine Federal grand jury, die schließlich im Dezember 1973 eingesetzt wurde. Acht Angehörige der Nationalgarde wurden schließlich 1974 vor Gericht gestellt, jedoch ließ man die Anklage fallen, als man entschied, dass die Staatsanwälte ihren Fall nicht beweisen werden könnten. Im Januar 1979 einigten sich die Eltern der getöteten und verwundeten Studenten außergerichtlich auf 675.000 Dollar Schadensersatz. Letztlich erhielt die Familie Schroeder ein Statement of Regret (deutsch: Erklärung des Bedauerns) sowie 15.000 Dollar vom Staat Ohio für den Verlust ihres Sohnes William.

## Schroeders Nachlass und Andenken
Die persönlichen Schriften und Gegenstände von William Schroeder sowie unterstützendes Material über sein Leben sind seit dem Sommer 2019 in einer Sonderabteilung des Besucherzentrums für die Ereignisse des 4. Mai an der Kent State University ausgestellt.